# 廷基科查湖
10°25′32″S 76°44′07″W / 10.42556°S 76.73528°W
廷基科查湖（Lake Tinquicocha），是秘魯的湖泊，位於該國中部瓦努科大區的勞里科查省，長2公里、寬0.5公里，屬於安第斯山脈中勞拉山脈的一部分，處於帕塔爾科查湖東南面、卡爾瓦科查湖以西、普伊萬科查湖以北，海拔高度4,365米。